# نايجل هاريس
نايجل هاريس (بالإنجليزية: Nigel Harris)‏ هو ممثل بريطاني، ولد في 30 أغسطس 1949 في جنوب أفريقيا.

## وصلات خارجية
- نايجل هاريس على موقع IMDb (الإنجليزية)